# 夏如爱
夏如爱（1915年—1985年9月23日），又名夏沛然，男，江苏淮阴人，中华人民共和国政治人物，曾任湖南省人民委员会副省长，国家工商行政管理局副局长。